# Kontraszty Dezső
Kontraszty Dezső (Szeged, 1877. június 12. – Sátoraljaújhely, 1937. június 8.) piarista szerzetes, gimnáziumi tanár.

## Élete
1894. augusztus 27-én lépett a piarista rendbe Vácott. 1900. április 16-án ünnepélyes fogadalmat tett, 1900. december 28-án szentelték pappá. 1903-ban szerezte földrajz-történelem szakos tanári oklevelét a budapesti tudományegyetemen. Gimnáziumi tanár volt Magyaróváron, Kolozsvárt, majd 1906-tól Vácon, 1910-től Temesváron, 1918-tól Szegeden, végül 1922-től Sátoraljaújhelyen. Munkássága elismeréséül a Magyar Gyorsíró Egyesület tiszteletbeli tagjává választotta. Cikkeket írt a Népszerű Gyorsíró című szaklapba. Az 1936/37-es tanév elején az idegösszeomlás jelei mutatkoztak rajta, orvosi tanácsra a rend 1936. november 16-án a tanítás alól felmentette.

## Művei
- Történelmi összefoglalások. Érettségi segédkönyv. Bp., 1911
- Történelmi és földrajzi összefoglalások 1922-ig. Érettségi segédkönyv. Bp., 1923 (2. kiad., 3. bőv. kiad. uaz 1925-ig. Bp., 1926; 4. bőv. kiad. uaz 1930-ig. Bp., 1931)
- Egyetemes történelem 1-2. rész. Az ókor történelme a római birodalom bomlásától a 16. századig. A gimnáziumok, reálgimnáziumok és reáliskolák számára. Tihanyi Bélával. Bp., [1927] 1928
- Egyetemes történelem 3-4. rész. Világtörtelem a középkori intézmények bomlásától a nagyhatalmak megalakulásáig. A francia forradalom és a legújabb kor története. A gimnáziumok, reálgimnáziumok és reáliskolák számára. Tihanyi Bélával, Bp., [1929] 1930
- Kováts Alajos: A 60 éves Nagy Sándor rendszer / Kontraszty Dezső: A magyar egységes gyorsírás bírálata; Magyar Gyorsírók Egyesülete, Bp., 1936 ("Nagy Sándor" gyorsírókönyvtár)